# Campeonato Mundial de Ciclismo en Ruta de 1979
El Campeonato del mundo de ciclismo en ruta de 1979 se celebró en el circuito neerlandés de Valkenburg, del 22 de agosto al 26 de agosto de 1979. 

## Resultados
| Evento                     | Oro                                                                                           | Oro        | Plata                                                                        | Plata    | Bronce                                                                          | Bronce   |
| -------------------------- | --------------------------------------------------------------------------------------------- | ---------- | ---------------------------------------------------------------------------- | -------- | ------------------------------------------------------------------------------- | -------- |
| Pruebas masculinas         |                                                                                               |            |                                                                              |          |                                                                                 |          |
| Hombres - carrera en línea | Jan Raas · Países Bajos                                                                       | 7.03'09"   | Dietrich Thurau Alemania Occidental                                          | m.t.     | Jean-René Bernaudeau Francia                                                    | m.t.     |
| Contrerreloj por equipos   | República Democrática Alemana Bernd Drogan Hans-Joachim Hartnick Andreas Petermann Falk Boden | 1h 58' 29" | Polonia · Jan Jankiewicz · Czesław Lang · Stefan Ciekanski · Witold Plutecki | + 2' 04" | Noruega · Geir Digerud · Morten Saether · Jostein Wilmann · Hans-Peter Odegaard | + 2' 13" |
| Amateur - carrera en línea | Gianni Giacomini · Italia                                                                     | 4h 19' 26" | Jan Jankiewicz · Polonia                                                     | m.t.     | Bernd Drogan República Democrática Alemana                                      | m.t.     |
| Pruebas femeninas          |                                                                                               |            |                                                                              |          |                                                                                 |          |
| Mujeres - carrera en línea | Petra de Bruin · Países Bajos                                                                 | 1h 43' 57" | Jen De Smet · Bélgica                                                        | m.t.     | Beate Habetz Alemania Occidental                                                | + 26"    |